# 미우라촌 (오이타현)
미우라촌(三浦村)은 오이타현 북부, 니시쿠니사키군에 속해있던 촌이다. 현재의 분고타카다시의 북단부에 해당한다.